# 로열 셰익스피어 컴퍼니

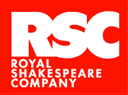

로열 셰익스피어 컴퍼니(Royal Shakespeare Company)는 영국의 스트랫퍼드어폰에이번을 거점으로 하는 극단이다. 줄여서 RSC라고도 불린다. 스트랫퍼드어폰에이번에 로열 셰익스피어 극장, 스완 극장 등의 극장을 가지고 있다.